# Phloroglucincarbonsäure
Phloroglucincarbonsäure (2,4,6-Trihydroxybenzoesäure) ist eine aromatische Verbindung, die sich sowohl von der Benzoesäure als auch vom Phloroglucin (1,3,5-Trihydroxybenzol) ableitet. Die Struktur besteht aus einem Benzolring mit einer angefügten Carboxygruppe (–COOH) und drei Hydroxygruppen (–OH) als Substituenten. Sie gehört zur Gruppe der Trihydroxybenzoesäuren.
Falls Kulturen von Acinetobacter calcoaceticus auf (+)-Catechin als einziger Kohlenstoffquelle wachsen, bauen sie dieses zu Phloroglucincarbonsäure ab und scheiden es aus. A. calcoaceticus ist Bestandteil der menschlichen Darmflora.
Phloroglucincarbonsäure wurde auch in Wein nachgewiesen.